# Severní Mylva
Severní Mylva (rusky Северная Мылва [Severnaja Mylva]) je řeka v Komiské republice v Rusku. Je dlouhá 213 km. Povodí řeky je 5970 km².

## Průběh toku
Ústí zleva do Pečory.

## Vodní režim
Zdrojem vody jsou převážně sněhové srážky. Průměrný roční průtok vody ve vzdálenosti 20 km od ústí činí 29,5 m³/s. Zamrzá ve druhé polovině října až v listopadu a rozmrzá na konci dubna až v květnu.

## Využití
Řeka je splavná.